# Îles Lobos
Les îles Lobos sont un archipel chilien au nord du détroit de Magellan.
Il marque le début du Canal Smyth.